# 川野村

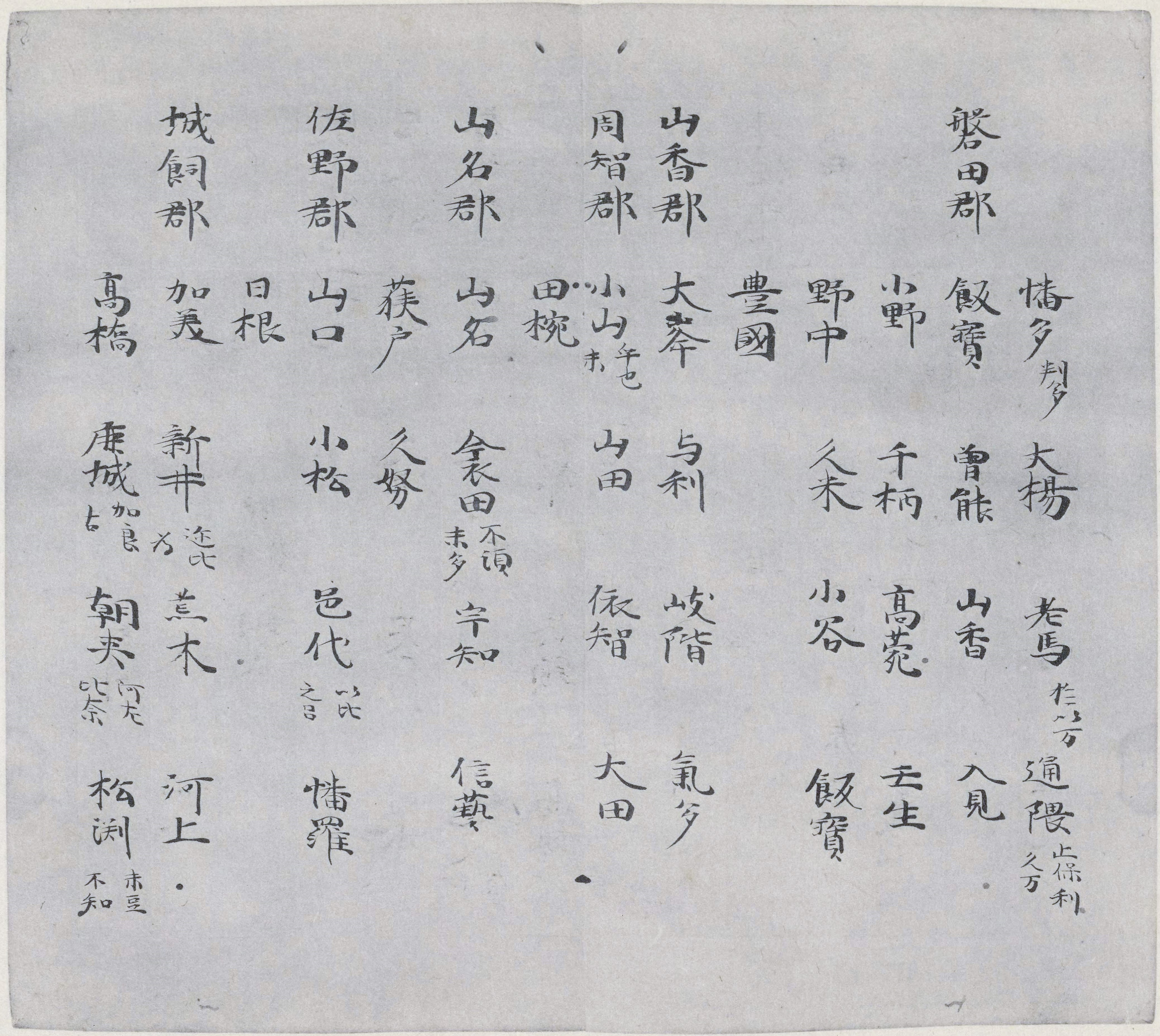
平安時代の『倭名類聚抄』の影印。遠江国城飼郡の郷の一つとして「河上」と記載されている。静岡県城東郡川野村の前身の一つである川上村附近と比定されている

川野村（かわのむら）は静岡県の西部、城東郡・小笠郡に属していた村である。現在の菊川市南東部にあたる。

## 歴史
- 1889年（明治22年）4月1日 - 町村制の施行により、川上村、古谷村、丹野村が合併して城東郡川野村が発足。
- 1896年（明治29年）4月1日 - 郡制の施行により所属郡が小笠郡に変更。
- 1940年（昭和15年）11月1日 - 相草村と合併して小笠村が発足。同日川野村廃止。